# ريجنت بارك

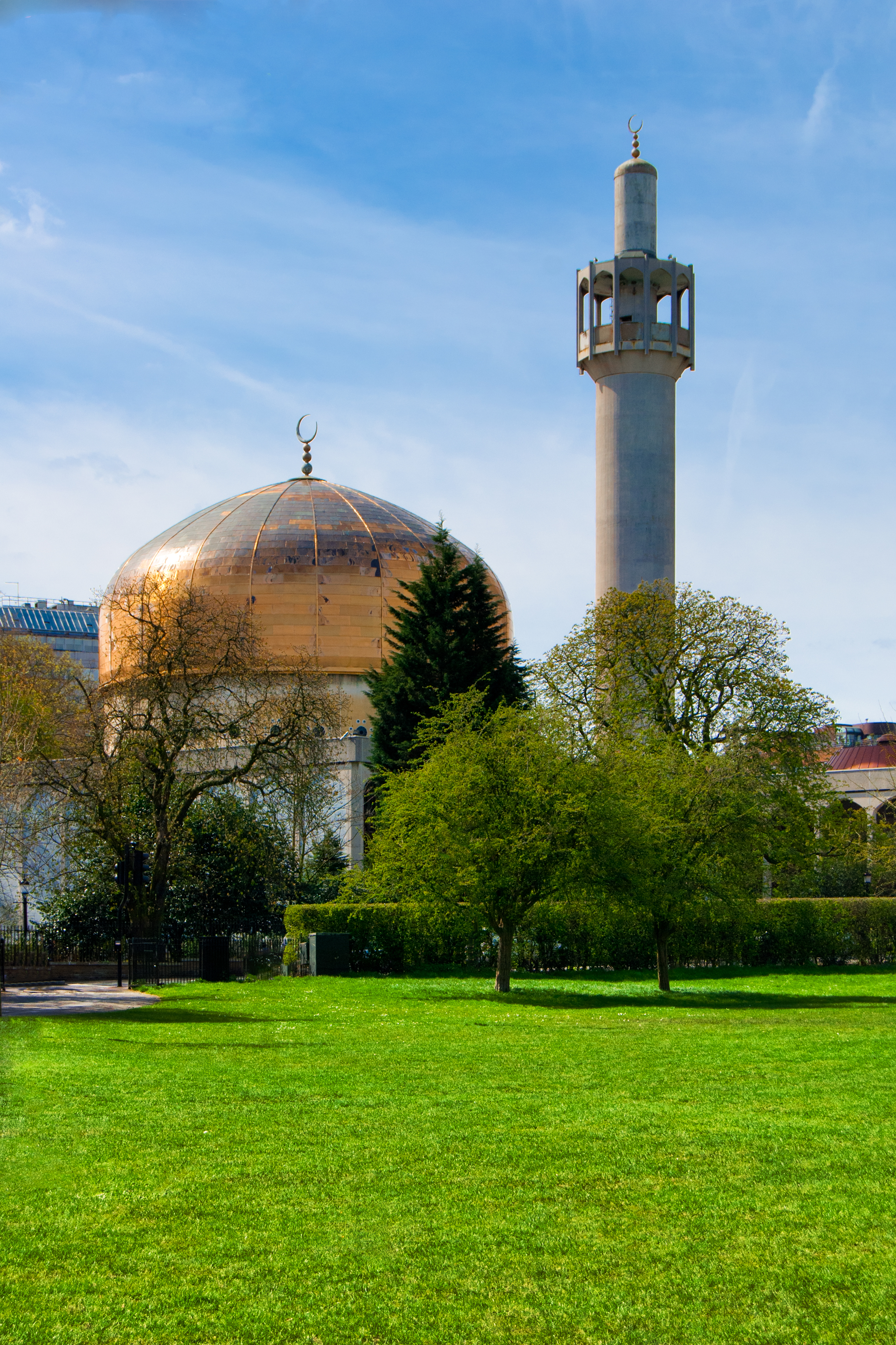
جامع ريجنت بارك.

ريجنت بارك هو منتزه ملكي يقع ضمن منطقة وستمنستر وكامدن، في مدينة لندن.
صمم هذه الحديقة عام 1811 م جون ناش، المهندس المعماري الخاص بالعائلة المالكة. يمتد المنتزه على مساحة 1,660,000 متر مربع ويتضمن بحيرة وشلال. كما يضم حديقة الحيوانات الرئيسية في المدينة. كما يقع أكبر جوامع لندن - المعروف باسم «لندن سنترال موسك» - قرب المنتزه.

## أعلام
- هاري سبنسر
- سير هنري تشامبرلين
- إسحاق ووكر
- فرانك هادو
- أنجيلا لانسبيري